# Inframammaire plooi

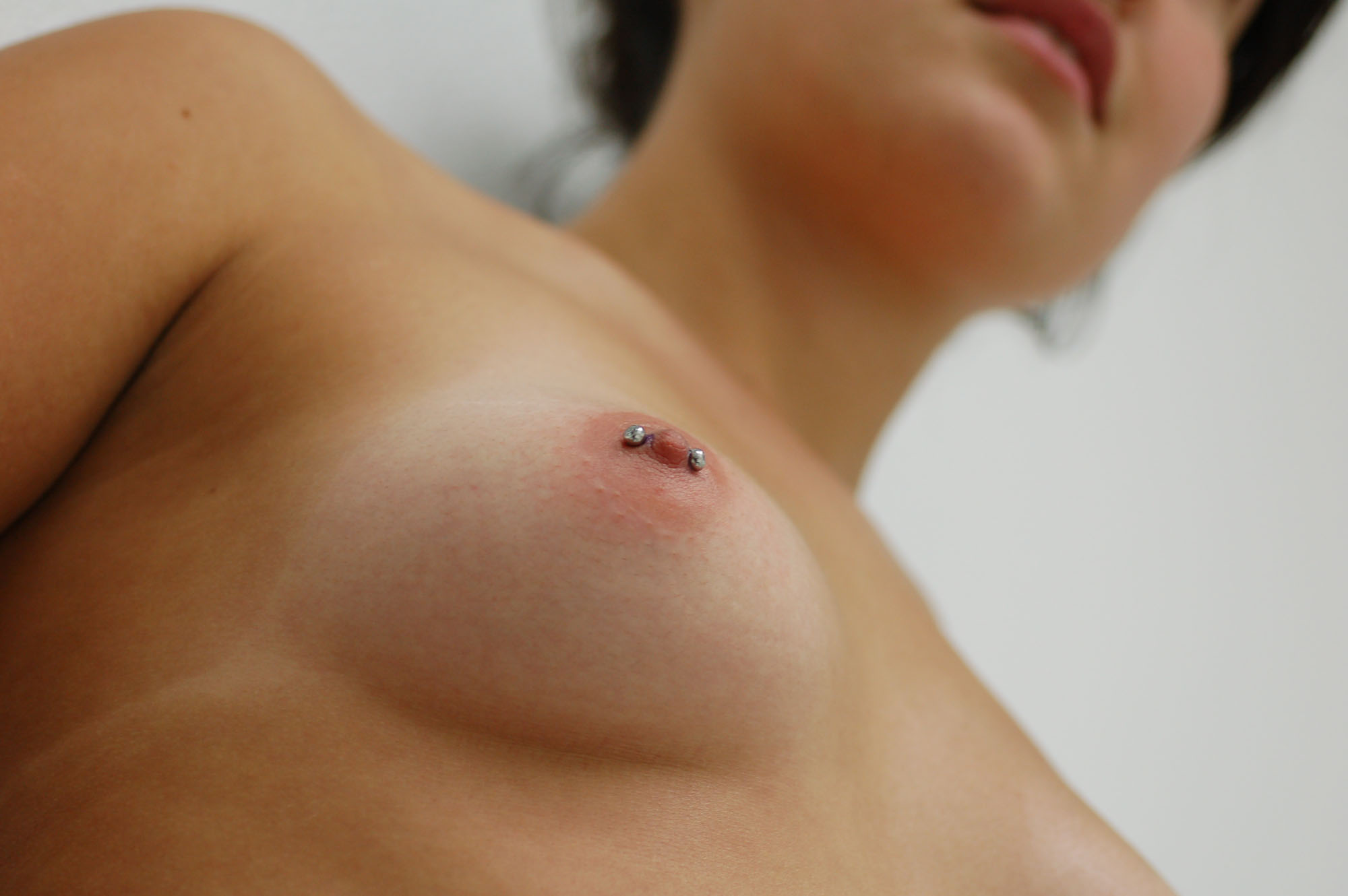
Onderzijde van een borst

De inframammaire plooi of borstplooi is een huidplooi onder de borsten van veel vrouwen en sommige mannen. De inframammaire plooi is waar de borst en de borstkas onder de borst samenkomen. In het geval van grote borsten, hangende borsten (ptose) of gynaecomastie (bij mannen), hangen de borsten over de borstplooi.
Uit histologisch onderzoek blijkt dat de inframammaire plooi een eigen huidstructuur vormt. Over de grote borstspier en musculus serratus anterior ligt zowel onderhuidse als diepe fascie ter hoogte van de huidplooi. De onderhuidse fascie kan er op verschillende manieren aansluiten op de dermis.
Bij plastische chirurgie aan de borsten let men erop de inframammaire plooi zorgvuldig te reconstrueren omdat ze bijdraagt aan de esthetiek van de borst.